# Maurizio Battistini (allenatore di calcio)
Maurizio Battistini (Parma, 18 febbraio 1945) è un allenatore di calcio italiano.

## Carriera
Inizia ad allenare nella provincia parmigiana per poi esser chiamato a guidare la Primavera del Parma; tra i suoi giocatori vi era anche Alessandro Melli
Lasciata la panchina crociata passa ad allenare la primavera del Taranto e poi dal 1989 al 1994 quella del Brescia e infine quella del Venezia.
Dopo diverse esperienze a livello giovanile e semiprofessionismo, comincia la sua esperienza nel calcio estero: viene prima chiamato a collaborare con la nazionale della Libia e ad allenare la selezione olimpica, poi passa ad allenare in Nicaragua per poi esser chiamato a guidare il Parmalat FC, formazione di proprietà della Parmalat. Durante la sua esperienza in Centro America sarà anche scelto a guidare la Nazionale locale.
Nel 2004 decide di tornare in europa e viene chiamato ad allenare per la stagione 2004-2005 il Bellinzona.
Torna nel 2009 ad allenare in Italia nel settore giovanile del Audace Parma.